# Parti de l'Unité nationale (Haïti)
Pour les articles homonymes, voir Parti de l'unité nationale.
Le Parti de l'Unité nationale (PUN) était un parti politique haïtien d'extrême droite fasciste, qui fut le parti unique du pays sous la dynastie des Duvalier, dictature familiale autocratique dirigée par François Duvalier dit « Papa Doc », de 1957 à 1971, puis par son fils Jean-Claude Duvalier dit « Bébé Doc » de 1971 à 1986.

## Histoire
Le PUN a été fondé en 1957 en tant que plate-forme politique destinée à soutenir la candidature à la présidence de François Duvalier dit « Papa Doc », aux élections générales de 1957. 
À la suite de l'investiture du nouveau président François Duvalier, ses opposants comme le communiste Clément Jumelle durent s'exiler. 

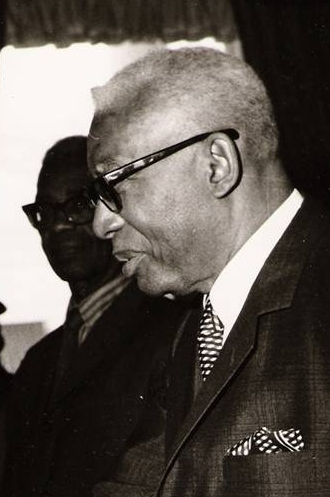
François Duvalier, dit «Papa Doc».

En juillet 1958, à la suite d'une tentative de coup d'État, le parti met en place une milice paramilitaire : les « Volontaires de la Sécurité Nationale » (VSN) surnommés les Tontons Macoutes, créée le 29 juillet 1958.
Autoritaire, Duvalier multiplie les actes d'arrestation et de condamnation à mort. Allié par intérêt aux États-Unis, il utilise le culte de la personnalité pour être vu comme un dieu vivant par la population. Avant sa mort, il met en place une loi de succession pour que sa famille se maintienne au pouvoir. 
Dès le départ, il imposa une politique répressive en éloignant les officiers peu fiables de l’armée, en interdisant les partis d’opposition, en instaurant l'état de siège et en exigeant du Parlement l’autorisation de gouverner par décrets (31 juillet 1958). Le 8 avril 1961, il prononça la dissolution du Parlement.
Pour échapper à toute incertitude électorale, Duvalier se proclame président à vie en juin 1964, après un nouveau référendum qui l'approuve à 99,99 %. Libre de toute opposition, ses adversaires ayant été éliminés ou exilés à l'étranger, il modifie les couleurs du drapeau haïtien, qui devient noir et rouge au lieu de bleu et rouge, impose l'affichage de son portrait dans les rues, les bâtiments publics et les établissements scolaires. L'exil des cadres politiques, administratifs et techniques, le détournement des ressources de l'économie haïtienne mène le pays à la faillite, le PIB chutant de 40 % entre 1960 et 1970.
À la mort de Papa Doc, le 21 avril 1971, Jean-Claude Duvalier, 19 ans (d’où son surnom de « Baby Doc »), accéda à la présidence de la République. Amorçant une timide libéralisation du régime, Jean-Claude Duvalier s’aliéna une partie de la classe noiriste qui avait soutenu son père en épousant une mulâtresse le 27 mai 1980. Son régime s'enfonça dans la corruption et l'incompétence.
En janvier 1986, l'administration Reagan commence à faire pression sur Duvalier pour qu'il renonce au pouvoir et qu'il quitte Haïti. Des représentants officiels recommandés par le Premier ministre jamaïcain servent d'intermédiaires dans les négociations. À ce moment-là, nombre de duvaliéristes et des hommes d'affaires importants rencontrent le couple Duvalier et les pressent de partir. Les États-Unis rejettent l'asile politique pour Duvalier, mais ils leur proposent de les aider à partir. Initialement, Duvalier accepte le 30 janvier 1986 et le président Reagan annonce son départ, basé sur un rapport provenant du chef de station de la CIA en faction à Haïti, qui a vu la voiture de tête de convoi en partance pour l'aéroport. En route, il y a un échange de coups de feu et l'escorte de Duvalier fait demi-tour vers le palais présidentiel.
Le 7 février 1986, il remet le pouvoir aux mains des militaires et quitte l'île à bord d'un avion de l'US Air Force ; il atterrit à Grenoble en France. Pendant ce temps, en Haïti, les maisons des partisans de Jean-Claude Duvalier sont pillées.
Le 8 février 1986, le nouveau gouvernement libère les prisonniers politiques, instaure un couvre-feu. La foule s'en prend au mausolée de « Papa Doc », qui est détruit à coups de pierres et à mains nues ; le cercueil est sorti, la foule danse dessus puis le met en morceaux ; elle s'empare du corps du dictateur pour le battre rituellement. Pendant cette journée, on dénombre une centaine de victimes, essentiellement des Tontons macoutes,.
Dès la chute des Duvalier, le PUN est dissout.